# 朱大奇
朱大奇（1964年11月—），安徽安庆人，中国民主同盟盟员，上海理工大学教授。

## 生平
1987年本科毕业于安徽师范大学物理系，1992年研究生毕业于华中科技大学，2002年博士毕业于南京航空航天大学，同年任教于江南大学。2006年调入上海海事大学，曾任上海海事大学科技处处长，水下搜救与无人潜水器实验室主任。2021年入职上海理工大学，现任上海理工大学机械工程学院二级教授、博士生导师，机器人工程系主任。

## 学术贡献
主要从事水下机器人及其应用、智能信息处理与故障诊断研究。主持国家重点研发计划课题、国家863计划项目、国家自然科学基金重点项目等课题近30项。发表论文70余篇，出版专著4部，授权发明专利12项。研究成果获中国航海学会科学技术一等奖1项、上海市科技进步二等奖3项。2017年获国务院政府特殊津贴。

## 社会兼职
中国自动化学会人工智能与机器人教育委员会委员，中国机械工程学会机器人专业委员会委员，中国造船学会深海装备技术分委会委员，《International Journal of Robotics and Automation》、《Intelligence & Robotics》副主编。